# 6.8 mm Remington SPC

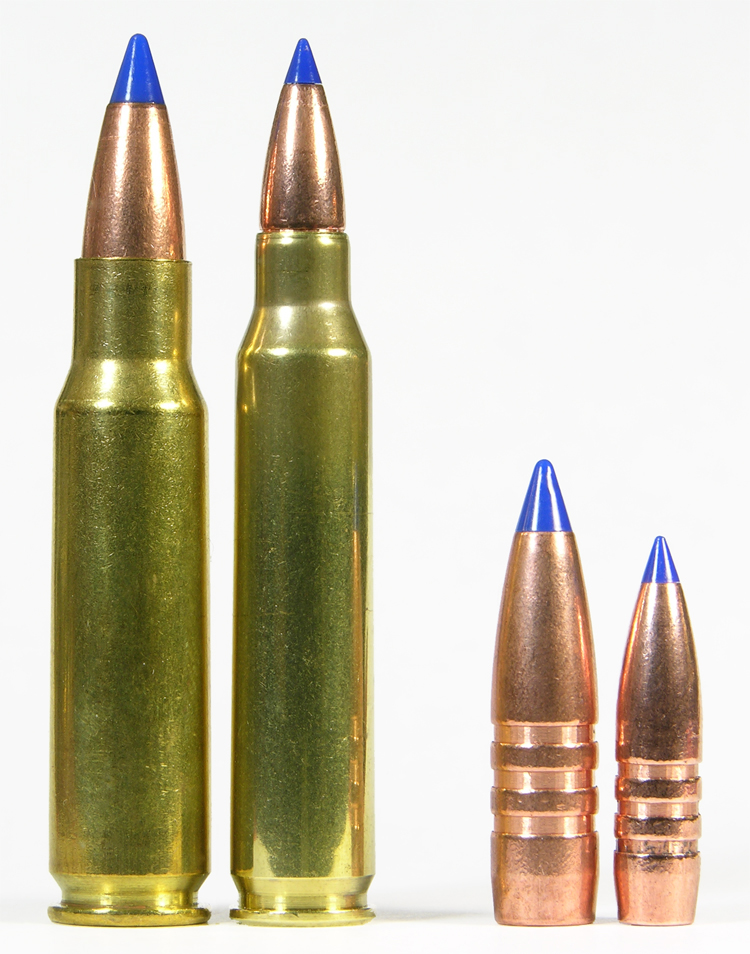
6.8 SPC (esquerra) comparat amb un 5.56x45 mm NATO/.223 Remington

El 6.8 mm Remington SPC o  6,8 × 43 mm és un tipus de cartutx per fusell, desenvolupat en estreta col·laboració amb membres del SOCOM dels Estats Units, en un intent de millorar la balística terminal de la carabina M4 amb un cartutx 5,56 OTAN. Es basa en el calibre 30 Remington, es troba entre les característiques del 5,56 x 45 OTAN i el 7,62 x 39 que fa al seu diàmetre i velocitat. És adaptable a les armes actuals que utilitzen el 5,56 OTAN, sent la seva longitud molt similar.
És similar balísticament al 280 British dels anys 50 i té una càrrega propulsora millorada que li permet tenir un casquet més petit. Té una velocitat de sortida de 2.625 peus per segon (aproximadament 800 metres per segon) des d'un canó de 16 polzades (406 mm) utilitzant una bala OTM Hornady de 115 grans.

## Característiques
El 6.8 mm SPC (Special Purpose Cartridge) va ser dissenyat per tenir un millor acompliment en fusells de canó curt, com els utilitzats en combats a curta distància. Aquest allibera un 44% més energia que un 5,56 OTAN (amb la M4) des de 100 fins a 300 m. Quan el 6.8 mm és comparat amb el 7,62 x 51 OTAN, queda curt en les comparatives però posseeix característiques com un menor retrocés, major maniobrabilitat i lleugeresa, (això permet a la tropa portar major quantitat de munició amb un pes similar).
Mentre que el 6.8 mm genera 2.385 joules d'energia de sortida amb un cartutx de 115 grans, el 7,62 OTAN (M80) allibera 3.335 joules d'energia amb un cartutx de 147 grans.